# Байерсдорф-Фройденберг
Байерсдорф-Фройденберг (нем. Beiersdorf-Freudenberg) — община в Германии, в земле Бранденбург.
Входит в состав района Меркиш-Одерланд. Подчиняется управлению Фалькенберг-Хёэ. Население составляет 566 человек (на 31 декабря 2010 года). Занимает площадь 25,08 км².
Коммуна подразделяется на 2 сельских округа.
| Год  | Население |
| ---- | --------- |
| 2005 | 637       |
| 2010 | 579       |